# Дымченко, Пётр Леонтьевич
Пётр Леонтьевич Дымченко (25 ноября [8 декабря] 1917, Новокиевка, УНР — 10 ноября 1942, Клетская, Сталинградская область) — заместитель командира эскадрильи 659-го истребительного авиационного полка (288-я истребительная авиационная дивизия, 1-й смешанный авиационный корпус, 8-я воздушная армия, Сталинградский фронт), лейтенант, Герой Советского Союза (1943).

## Биография
Родился 25 ноября (8 декабря) 1917 года на хуторе Новокиевка Славяносербского уезда Екатеринославской губернии Украинской Народной Республики (ныне Краснодонского района Луганской области Украины) в семье крестьянина. Окончил 7 классов и школу ФЗУ. Работал токарем на заводе.
В РККА с 1937 года. Окончил Ворошиловградскую военную авиационную школу пилотов в 1939 году. Член ВКП(б) с 1939 года.
Участник боёв на реке Халхин-Гол 1939 года.
В боях Великой Отечественной войны с декабря 1941 года. Воевал на Северо-Западном фронте. В июне 1942 года Дымченко был переведён на Юго-Западный фронт. Погиб в сражении с немецкими истребителями 10 ноября 1942 года.
Указом Президиума Верховного Совета СССР от 14 февраля 1943 года за отличное выполнение заданий командования на фронте борьбы с немецко-фашистскими захватчиками и проявленные при этом отвагу и геройство лейтенанту Петру Леонтьевичу Дымченко было посмертно присвоено звание Героя Советского Союза.
Похоронен в станице Клетской Волгоградской области.

## Память
- Именем Героя названа одна из улиц города Волгоград;
- Навечно зачислен в списки воинской части.